# Зьомбкі
Зьомбкі (пол. Ziąbki) — село в Польщі, у гміні Болімув Скерневицького повіту Лодзинського воєводства.
Населення — 293 особи (2011).
У 1975-1998 роках село належало до Скерневицького воєводства.

## Демографія
Демографічна структура станом на 31 березня 2011 року:
|          | Загалом | Допрацездатний вік | Працездатний вік | Постпрацездатний вік |
| -------- | ------- | ------------------ | ---------------- | -------------------- |
| Чоловіки | 141     | 27                 | 98               | 16                   |
| Жінки    | 152     | 28                 | 83               | 41                   |
| Разом    | 293     | 55                 | 181              | 57                   |